# Chilas
Chilas (en ourdou : چلاس) est une petite ville située au bord de l'Indus, dans le district de Diamir du Gilgit-Baltistan, au Pakistan.
Elle fait partie de la route de la soie en étant reliée par la route du Karakorum et la route nationale N-90, qui la relie à Islamabad et à Peshawar, et est proche de la Prairie des fées. Au nord, Chilas est reliée aux villes chinoises de Tashkurgan et Kachgar via le col de Khunjerab.